# Nowy Bytom (gmina)

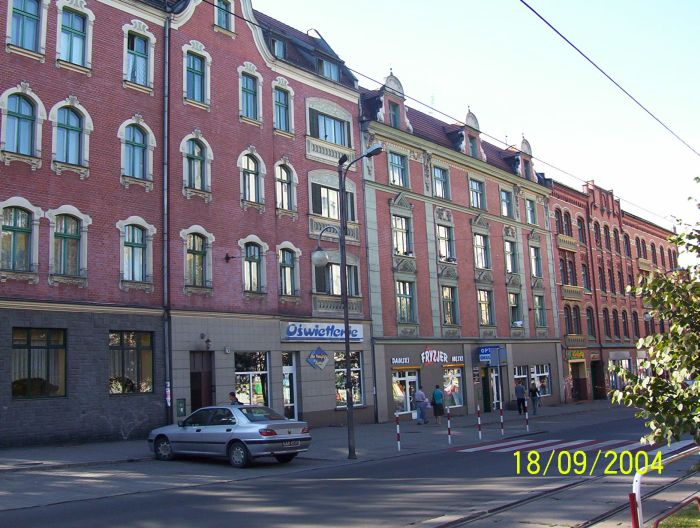
Nowy Bytom

Nowy Bytom – dawna gmina wiejska istniejąca w latach 1945–1946 w woj. śląskim (dzisiejsze woj. śląskie). Siedzibą władz gminy była wieś Nowy Bytom (do 1922 część miasta Bytomia w Niemczech, 1947–1958 samodzielne miasto, od 1959 dzielnica Rudy Śląskiej).
Gmina zbiorowa (o charakterze jednostkowym) Nowy Bytom powstała w grudniu 1945 w powiecie katowickim w woj. śląskim (śląsko-dąbrowskim).
1 stycznia 1946 gmina składała się z samej siedziby i przez to nie była podzielona na gromady. Jako gmina wiejska jednostka przestała istnieć 1 stycznia 1947 wraz z nadaniem Nowemu Bytomiowi praw miejskich i przekształceniem jednostki w gminę miejską. W związku z likwidacją powiatu katowickiego 1 kwietnia 1951 Nowy Bytom został powiatem grodzkim, a następnie 31 grudnia 1958 wszedł w skład Rudy Śląskiej.